# IC 1501
IC 1501 ist eine Balken-Spiralgalaxie mit ausgedehnten Sternentstehungsgebieten vom Hubble-Typ SBbc im Sternbild Fische auf der Ekliptik. Sie ist schätzungsweise 238 Millionen Lichtjahre von der Milchstraße entfernt und hat einen Durchmesser von etwa 110.000 Lichtjahren.

Im selben Himmelsareal befinden sich u. a. die Galaxien NGC 7699, NGC 7700, NGC 7701, NGC 7710.
Die Typ-II-Supernova SN 1993ad wurde hier beobachtet.
Das Objekt wurde am 19. Oktober 1892 von Stéphane Javelle entdeckt.